# Большой Московский собор

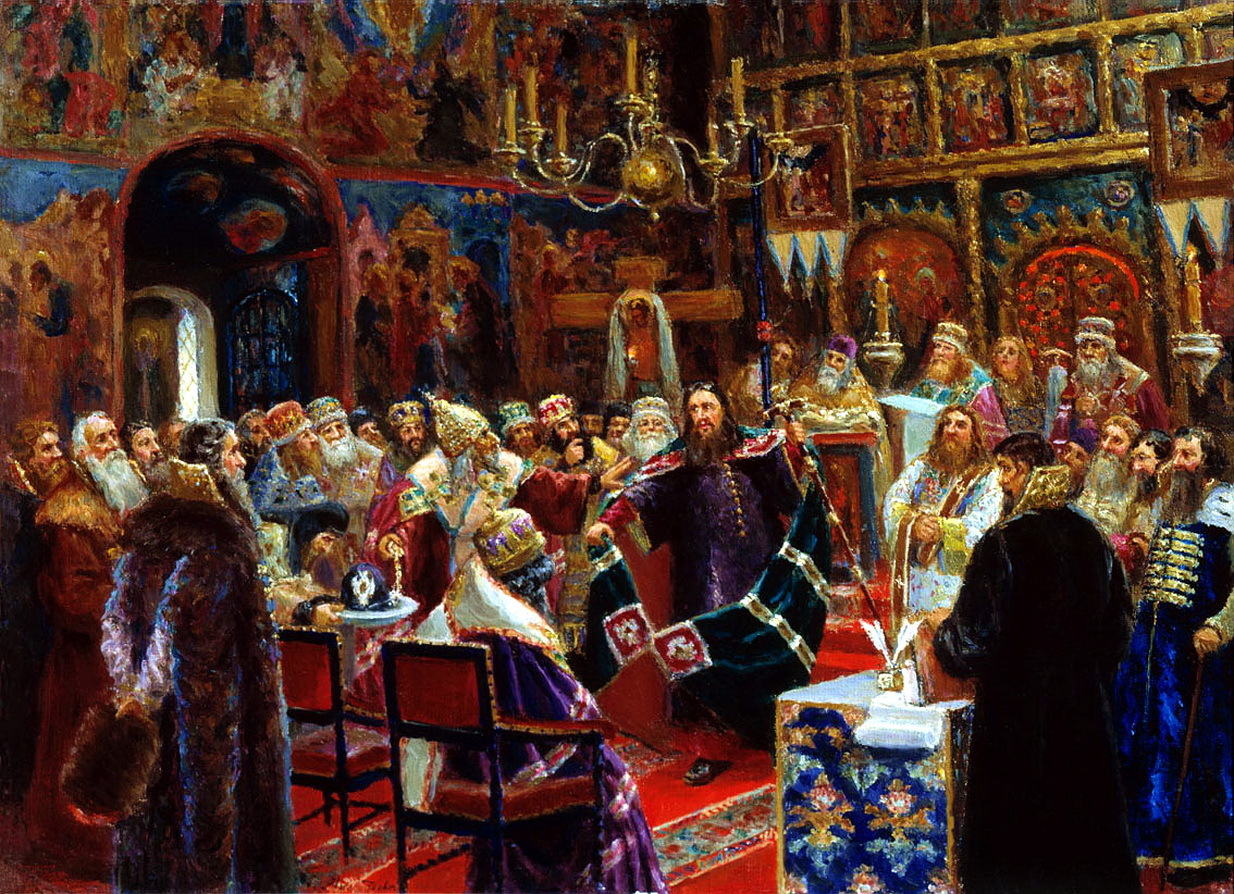
Суд над патриархом Никоном

Большо́й Моско́вский собо́р (известен также как «большой собор», «собор 1666—1667 годов», «собор, осудивший Никона») — церковный собор Русской церкви, созванный в Москве повелением русского царя Алексея Михайловича «на новоявльшияся раскольники и мятежники святыя православнокафолическия церкве»; самый представительный по числу участников из бывших до того в Русской церкви. Часть второго этапа собора (28 ноября (8 декабря) 1666 года — февраль 1667) проходила под церковным председательством Александрийского патриарха Паисия; участвовали также Антиохийский патриарх Макарий III, представители Константинопольского и Иерусалимского патриархов. Кроме суда над Московским патриархом Никоном, известен началом активной борьбы с «расколом», то есть противниками церковной реформы патриарха Никона, уточнением применения ряда канонических норм, эксплицитной отменой ряда положений Стоглава. Собор принял покаяние от большинства вызванных на суд собора духовных лиц, в частности, епископа Вятского Александра; упорствующие же в непринятии обрядовой реформы были анафематствованы. Кроме того, собор избрал нового Московского патриарха Иоасафа II.
Собор проводился в Москве в два этапа:
- деяния (заседания) с участием русских архиереев с февраля до июля 1666 года, на котором были и иностранные гости;
- деяния (заседания) с участием русских и греческих архиереев с 28 ноября (8 декабря) 1666 года до августа 1667 года.

## Задачи
Собор был созван с целью решения нескольких задач:
авторитетом восточных иерархов и большим собором окончательно и бесповоротно утвердить церковную реформу и повторно анафематствовать всех её противников или «еретиков» (старообрядцев).
- провести церковный суд над конкретными вождями старообрядческого движения.
- провести церковный суд над патриархом Никоном и его извергнуть из сана как неугодного царю Алексею Михайловичу (Никон, оставаясь патриархом, после ухода из Москвы в июле 1658 года жил в Воскресенском монастыре и продолжал ставить священников, исполняя своё архиерейское служение).
- избрать нового патриарха.
- решить вопросы дисциплины, церковного права и церковного управления в Русской церкви.

## Первый этап
К февралю 1666 года в Москву приехали все русские епископы и известные представители духовенства, в том числе Питирим (митрополит Новгородский), Лаврентий (митрополит Казанский и Свияжский), Иона (митрополит Ростовский), Павел (митрополит Крутицкий), Феодосий (митрополит Сербский, проживавший при московском Архангельском соборе), Симон (архиепископ Вологодский), Филарет (архиепископ Смоленский и Дорогобужский), Иларион (архиепископ Рязанский и Муромский), Иоасаф (архиепископ Тверской и Кашинский), Арсений (архиепископ Псковский). Иерархи греческих церквей не прибыли; в их отсутствие суд над Никоном не проводился.
Всего было одиннадцать деяний собора 1666 года (изложено по книге «Деяния Великого Московского Собора 1666 года»).
Деяние первое:

В феврале заседания проводились в крестовой патриаршей палате, всех архиереев обязали дать письменные ответы на три вопроса:
- являются ли греческие патриархи (Константинопольский, Александрийский, Антиохийский и Иерусалимский) православными?
- правильны ли используемые греческими церквями богослужебные книги?
- был ли законным Московский Собор 1654 года?

Все русские архиереи дали утвердительный ответ на все три вопроса. К этим ответам был прибавлен Символ веры в новой редакции.
Деяние второе.

29 апреля (9 мая), в Неделю жён-мироносиц, заседание проходило в столовой царской палате. Царь, согласно тексту «Сказания о святом Соборе», сочинённому Симеоном Полоцким post factum, произнёс перед собором речь, в которой говорил о том, что на Руси православная вера насаждена апостолами через Кирилла и Мефодия, Ольгу и Владимира. Эту веру царь назвал чистой пшеницей. Далее он перечислял заблуждения противников реформы («раскольников» или «диаволе семя»), говоривших про церковь хулы: «яко церковь не есть церковь, тайны божественные — не тайны, крещение — не крещение, архиереи — не архиереи, писания — лестна, учения — неправедное, и вся скверна и не благочестна». Далее царь говорил, что надо очищать пшеницу (церковь) от плевел (раскольников), опираясь на авторитет четырёх «адамантов»: восточных греческих патриархов. В ответ от имени русских архиереев выступил епископ Иоаким, который согласился с царём, назвал раскольников «врагами и супостатами» церкви и просил царя помочь архиереям покорить врагов с помощью царской власти. Поцеловав Символ веры, заседание закончили.
Деяние третье.

В крестовую патриаршую палату был приглашён епископ Вятский Александр, который писал против исправления текста Символа веры, новопечатных книг и иных чинов церковных. Епископ Александр принёс покаяние, был прощён и присоединился к собору архиереев.
Деяние четвёртое.

15 мая перед собором был приведён протопоп Аввакум, который отказался принести покаяние и был осуждён на ссылку в Пустозерский острог.
Деяние пятое.

На собор был приведён протопоп Суздальский Никита. Были зачитаны заблуждения Никиты, затем Никита принёс письменное покаяние и был прощён собором.
Деяние шестое.

На собор был приведён диакон Благовещенского собора Феодор, который на соборе не принёс покаяние, был предан анафеме и сослан в Николо-Угрешский монастырь. Вскоре он прислал своё письменное покаяние на собор, был прощён, но затем вернулся к своим прежним взглядам, за что ему в 1667 году отрежут язык и отправят в Пустозерский острог, в ссылку, а затем сожгут живьём в срубе вместе с протопопом Аввакумом (см.: Пустозерские страдальцы)
Деяние седьмое.

Принёс покаяние монах Ефрем Потёмкин.
Деяние восьмое.

Принёс покаяние на соборе иеромонах Сергий, горько рыдая.
Деяние девятое.

На соборе отказался принести покаяние поп Лазарь, за что был предан анафеме и сослан в Пустозерский острог. В этом Деянии (которое, как и предыдущие, написаны Симеоном Полоцким) упоминается книга «Жезл Правления». И говорится о том, что её «сооружи освященный собор» на обличение заблуждений Никиты и Лазаря; на самом деле книга «Жезл Правления» написана непосредственно одним человеком — Симеоном Полоцким.
Деяние десятое.

Покаяние принёс иеромонах Григорий, после чего был прощён и отправлен жить «в мире и покаянии» в Иосифо-Волоцкий монастырь. Кроме того, принесли покаяние 12 июля, на этом заседании собора: игумен монастыря Златоустовского Феоктист, старец Соловецкого монастыря Герасим Фирсов, бывший архимандрит Спасского монастыря города Мурома Антоний, иеромонах Авраам из села Лыскова, из Казанского монастыря Нижегородского уезда, игумен Бизюковского монастыря Сергий Салтыков и старец Кожеезерского монастыря Боголеп Львов.
Деяние одиннадцатое.

На последнем заседании, 2 июля, собор вынес определение. В нём соборяне порицали всех не принимающих реформу, называя их невеждами, а их слова «блядением», и говорили о том, что противники реформы не принимают четвероконечный крест на просфорах (до реформы крест на просфорах печатали восьмиконечный), ушли из церквей, не участвуют в церковных молитвах, не принимают новопечатные книги, которые Никон исправил по совету с восточными иерархами. Собор велел все старые печати с восьмиконечным крестом отнимать у просфорниц и просфоры печь только с четвероконечным изображением креста. Далее собор говорил о чистоте в храмах; о том, чтобы воду после крещения сливали в определённое место; о бережном хранении мира и елея для крещения; о том, чтобы каждый крещаемый имел одного восприемника и одну восприемницу; о ведении книг для регистрации брака, восприемников, крещаемых, священников (кто кого крестил), прихожан; о том, чтобы при погребении попы ходили перед гробом; о необходимости для священников бороться со сквернословием и пьянством прихожан, а также следить, чтобы прихожане посещали церковные службы, подавали милостыню; о том, чтобы прихожане крестились тремя перстами, «а два имели праздны». Собор велел использовать молитву общую и древнюю: «Господи Иисусе Христе, Боже наш, помилуй нас». Он также велел прихожанам бывать на исповеди не реже 4 раз в год и причащаться во время постов, если разрешат духовники.

## Второй этап
Симеон Полоцкий в своей книге сообщает, что 1 (11) ноября 1666 года к Москве из Мурома подошли патриархи: Паисий Александрийский и Макарий Антиохийский вместе со своими спутниками; участники собора послали к ним делегацию для встречи, при этом делегация и патриархи обменялись приветственными речами (так называемое 12 деяние по книге Симеона). 2 ноября, сообщает Симеон, патриархов встретили в самой Москве. До 28 ноября заседаний не было соборных, а патриархи встречались с царём и предварительно знакомились с положением дел (так называемое 13 деяние по книге Симеона).

### Участники
Под грамотой стоят подписи архиереев, осудившей патриарха Никона:
1. папа и патриарх Паисий Александрийский, судия Вселенский;
2. патриарх Макарий Антиохийский и всего Востока;
3. Питирим, митрополит Великого Новгорода и Великих Лук;
4. Лаврентий, митрополит Казанский и Свияжский;
5. Иона, митрополит Ростовский и Ярославский;
6. Павел, митрополит Сарский и Подонский;
7. Паисий, митрополит Газский;
8. Феодосий, митрополит Вршацкий;
9. Симон, архиепископ Вологодский и Белоезерский;
10. Филарет, архиепископ Смоленский и Дорбогужский;
11. Иоасаф, архиепископ Тверской и Кашинский;
12. Иосиф, архиепископ Астраханский и Терский;
13. Арсений, архиепископ Псковский и Изборский;
14. Лазарь (Баранович), епископ Черниговский и Новгородский;
15. Александр, епископ Вятский и Великопермский;
16. Мефодий, епископ Мстиславский и Оршанский;
17. Иоаким, епископ Сербской Словунии;
18. митрополит Никейский Григорий;
19. митрополит Амасийский Косма;
20. митрополит Иконийский Афанасий;
21. митрополит Трапезундский Филофей;
22. архиепископ Синайския горы Иоанн;
23. Иларион, архиепископ Рязанский и Муромский.

Последних шести подписей, с 18 по 23, нет среди подписей под другими документами, и эти подписи (митрополитов) стоят позже епископских подписей, что говорит о том, что этих людей на соборе не было.

### Суд над Никоном
В своей книге Симеон сообщает, что 28 ноября (8 декабря) 1666 года начался суд над патриархом Никоном, которого с этой целью привезли из Воскресенского монастыря. Никон был осуждён и лишён сана, с него сняли патриарший куколь и панагию и как простого монаха отправили в заключение в Ферапонтов монастырь (так называемое 14 деяние по книге Симеона). В грамоте, в которой осуждён Никон, стоит число — 12 декабря.
В грамоте указаны преступления, из-за которых, по мнению собора, Никон извержен из патриаршества:
1. Никон досадил (обидел) царя, когда оставил паству и удалился в Воскресенский монастырь, лишь по причине, что царский чиновник ударил слугу патриарха.
2. Никон не смирился и не стал каяться, а совершал хиротонии в новом месте, строил новые монастыри, которые назвал «неподобающими словами и суетными именованиями»: Новым Иерусалимом, Голгофою, Вифлеемом, Иорданом, тем самым он ругался божественным и глумился святым, прославляя себя патриархом Нового Иерусалима, похищая разбойнически, и если была бы у него сила, то отнял бы и третью часть царства.
3. Анафематствовал патриархов Паисия и Макария, приехавших его судить, назвав их Анною и Каиафою, а царских послов, которые к нему были посланы, чтобы вызвать его на суд, назвал Пилатом и Иродом.
4. Никон написал личные письма патриархам, в которых писал про царя Алексея, что царь «латиномудренник, мучитель и обидник, Иеровоам и Озия» и то, что Российская церковь в латинские догматы впала, больше всего обвиняя в этом Паисия Лигарида.
5. Никон без соборного рассмотрения сам лично лишил епископа Павла Коломенского сана, свирепея, стащил с Павла мантию, и того «в язвы и наказания предаде тяжчашие», отчего Павел лишился ума и бедный погиб: или был растерзан зверями, или в реку упал и погиб.
6. Своего духовного отца Никон два года немилостивно бил и ему наносил язвы, после чего патриархи сами видели духовника Никона «всеконечно расслабленным».

### Выбор нового патриарха
После того как Никон был «извержен» из архиерейства, приступили к выбору нового патриарха. Было предложено три кандидатуры: архимандрит Троицко-Сергиевского монастыря Иоасаф, Пресвятой Богородицы Тихвинского монастыря архимандрит Корнилий, инок и келарь Савва из Чудова монастыря. Царь после совещания с епископатом выбрал Иоасафа на патриаршество, которого 31 января (10 февраля) 1667 года, рукоположив, провозгласили патриархом.

## Соборные документы
Часть деяний собора представлена не в хронологическом порядке, а лишь в документах.

### Предел освященного собора

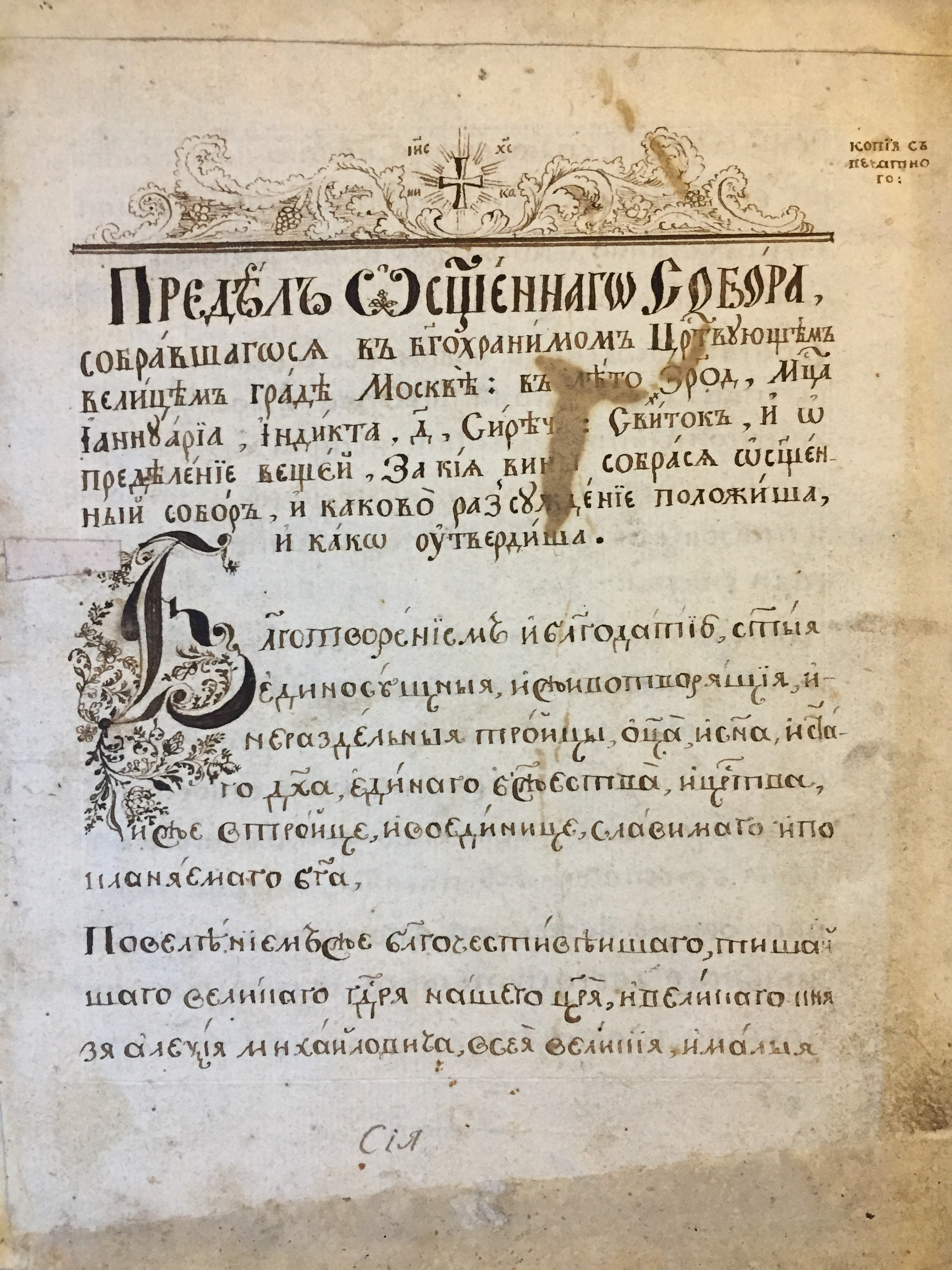
«Предел освященного собора» (рукопись, 1760-е годы)

«Предел освященного собора» или «ὅρος» — это документ (свиток), в котором изложена цель, ради чего собрался собор, какие рассуждения были на нём и что утвердили на соборе.
В документе говорится, что собор собрался по причине того, что люди-невежды не принимали новопереведённые и новонапечатанные книги, изданные при патриархе Никоне, называя их еретическими, не принимали просфоры с новою печатью, троеперстие, трегубую аллилуйю, текст Символа веры, новый текст молитвы Иисусовой и т. д. По этой причине люди перестали посещать церкви. Далее в документе говорится, что все исправления, которые были сделаны, это предание святых апостолов, святых отцов, святой древний чин и согласны с греческими книгами. Также говорится, что всем креститься нужно только древним троеперстием, просфоры должны быть только с новой печатью, молитву Иисусову читать только в новой редакции и т. д. Всякого, не принимающего соборных определений о обрядах, отцы собора предавали анафеме «яко еретика и непокорника».
Относительно Стоглавого собора в документе сказано, что рассуждения Стоглава о двоеперстии, сугубой аллилуйи и о прочем написаны «нерассудно, простотою и невежством». Относительно клятвы Стоглава: «Аще ли кто двемя персты не благословляет якоже и Христос, или не воображает крестнаго знамения, да будет проклят, святии отцы рекоша», то клятва названа «неправедная и безрассудная» и далее написано, что эту клятву «разрешаем и разрушаем, и той собор не в собор, и клятву не в клятву, но ни во что вменяем, якоже не бысть». Далее говорится, чтобы никто не верил в житие Ефросина и в сказание там о сугубой аллилуйи, потому что «писание блядивое есть, от льстивого и лживого списателя писано на прелесть благочестивым народом».

### Правила
На соборе был принят ряд правил (2 глава Деяний собора 1667 года):

1. Запрещалось рукополагать более одного иерея и одного диакона на литургии.

2. Запрещалось сидеть иереям на горнем месте во время чтения Апостола.

3. Во время литургии, когда много архиереев, на горнем месте сидит только один, остальные на креслах.

4. Других архиереев мог причащать только патриарх, и чтобы не причащал архиерей архиерея и священник священника.

5. Не поднимать Потир левою рукой во время великого входа.

6. Запрещено диаконам кропить святой водою в домах, разрешено только священникам.

7. В день воскресный, в Господские и Богородичные праздники запрещена работа, торговля и суды.

8. Во время крещения людей все молитвы должны читать только иереи.

9. Не погружать после крещения свечи в купели, но три свечи должны гореть до конца.

10. Не погружать свечи в купель на Богоявление.

11. Не использовать архимандритам во время службы предметов архиерейского служения.

12. Не ходить крестные ходы посолонь.

13. Строить в церквах амвоны.

14. Единообразие в облачениях духовенства (кроме белых клобуков у русских митрополитов, по древнему обычаю).

15. Запрет на ядение удавленины и крови.

16. Запрет на совместное купание мужчин и женщин.

17. Единообразие в одежде монахов.

18. Запрет на зеркала в алтаре.

19. Запрет на крики во время венчания.

20. Запрет ездить священникам верхом на лошади в епитрахили и с крестом.

21. Отвергнуто писание из Рима к Геннадию Новгородского от Димитрия Толмача о белом клобуке как лживое.

22. Отвергнуто писание о двоеперстии, которое было помещено в Псалтыри, как написанное раскольником и тайным еретиком Арменския ереси.

23. Определено дважды освящать воду на Богоявление.

24. Утверждён «Служебник» 1666 года.

25. Книга «Скрижаль» должна быть в великой чести.

26. Утверждена книга двух патриархов «Вопросы и ответы».

27. Говорится, что все проклятия на раскольников, изложенные в книге «Жезл правления», остаются в силе.

28. Подтверждается всё написанное в «Пределе» об обрядах.

29 и 30. О том, чтобы священники не передавали по наследству храмы своим необразованным детям.

31. О том, чтобы во время службы люди молчали в церкви.

32. О том, чтобы поклоны совершали все по чину, и чтобы не клали земные поклоны в праздники.

33. Порядок погребения.

34. Порядок и время совершения панихиды.

35. О том, чтобы свечи горели на литургии до конца службы.

36. Против обычая, когда на службу миряне приходили со своими иконами, молились перед ними, а затем уносили их домой.

37. О том, чтобы дела монахов и духовенства разбирали только в церковном суде, а не в гражданском.

38. О том, чтобы в каждом архиерейском доме были судьи, которые будут вести церковное судопроизводство.

39. О том, чтобы в гражданских судах мирян всегда участвовал, кроме других судей, в качестве судьи и патриарший боярин.

40. О том, кто в каком духовном звании в присутствии кого может сидеть в церкви.

41. О том, что в России невозможно собирать дважды или раз в год собор и о том, чтобы сами архиереи исправляли ереси на местах.

42. О том, чтобы архиереи уделяли особое внимание искоренению ересей.
Об иконографии
43. О том, чтобы на иконах не изображать Бога Отца (Саваофа) в виде человека, и о том, чтобы не изображать святых на иконах с двуперстным перстосложением, а только с именословным перстосложением, мучеников надо изображать молящимися, то есть с поднятыми руками.

44. Запрет на изображение Новозаветной Троицы и на изображение Духа Святаго в виде голубя, кроме иконы Богоявления.

45. Запрет на изображение Саваофа вместе с дыханием, сходящим на Деву Марию на иконе Благовещение, но разрешение писать Бога Отца в виде старца на иконах-иллюстрациях к Апокалипсису.

46. В церквах вместо иконы Саваофа в деисусе поставить изображение Распятия Христа.

47. Запрет на изображение на иконах в белых клобуках митрополитов Московских: Петра, Алексея, Ионы.
О монахах
1. Запрещено монахам переходить из одного монастыря в другой.

2. Запрещено стричь в монахи без искуса (предварительного испытания).

3. Запрещено постригать в монахи немощных женатых людей, которые бегут от своих жён, но постригать их только с согласия родителей и жены (то же самое в отношении жён). Тех священников, кто их постриг, извергать из сана. Разрешено постригать немощных только старых людей, которые без детей и только с согласия жены и родителей.

4. Запрещено монастырям принимать постриженников из других монастырей.

5. О тех, кто покидал свой монастырь, игумен должен сообщать епископу, и таких наказывать.

6. Запрещено скитаться монахам вне монастырей, а также иметь вклады в монастырях.

7. Запрещён выход монахам из монастыря, пьянство и ночёвка вне монастырей, таких игумены должны наказывать епитимьями.

8. Запрет на ночёвку монахам в женских монастырях и монахиням в мужских.

9. Запрещено заниматься торговлей для личных целей священникам и монахам, но разрешено продавать рукоделие от монастыря специально выделенным старым людям.

10. Причетникам и монахам не заниматься мирскими попечениями: не быть ни за кого поручителем.

11. Запрещено заниматься добровольным юродством: жить в городах и при этом носить длинные волосы, носить вериги, ходить нагими и босиком, потому что нынешние юродствующие — это все лицемеры.

### Толкование на аллилуйю, на перстосложение и на прочее
Патриархи Паисий и Макарий дали толкование на обряды (3 глава Деяние собора 1667 года), под которым подписались и остальные участники собора. Согласно их толкованиям, трегубая аллилуйя является прославлением каждого лица Троицы: аллилуйя — хвала Отцу, аллилуйя — хвала Сыну…, а возглас «Слава Тебе, Боже» выражает единство лиц Троицы; те же, кто возглашает сугубую аллилуйю, «согрешают зело (сильно)», потому что не исповедуют единство Троицы. Далее говорится, что житие прп. Ефросина Псковского (в котором изложено учение о сугубой аллилуйе) написано «диавольским наветом», потому что Ефросин и патриарх Иосиф жили в разное время (на самом деле в одно время), патриарх Иосиф был латиномудренник (участвовал в Ферраро-Флорентийском соборе), свидетельство одного человека не принимается. В соборном толковании отвергнута и работа прп. Максима Грека, в которой излагается мнение о сугубой аллилуйе со ссылкой на Игнатия Богоносца.
Собор дал толкование на перстосложение. Согласно толкованию: троеперстие принято изначально, от апостолов, как неписаное церковное предание, три перста (большой, указательный и средний) изображают Троицу; в двоеперстии Троица изображается неравными перстами (большим, безымянным и мизинцем), это «пребеззаконно и хульно», всем понятно, что кто так поступает (использует двоеперстие), тот исповедует неравенство лиц Святой Троицы, как ариане, несториане, духоборцы, аполлинариане и другие еретики, потому что они исповедовали неравенство и разделение в Троице: Отца больша, Сына меньше, Духа Святаго ещё меньше. На соборе было определено, что сочинения Феодорита и житие Мелетия, в которых излагается учение о двоеперстии, — первое приписано Феодориту (нет греческого оригинала), а второе испорчено (в греческом оригинале и в древних славянских списках двоеперстия действительно нет). В толковании сказано о подобном споре об этих сочинениях на горе Афон в 1644 году, который высказал такое же мнение, как собор.
В толковании также сказано, что запрещено прибавлять слово «истинный» в Символ веры (8 член), потому что его нет в греческом тексте.
Также всем надо было читать молитву Иисусову в церквах и в домах в варианте: «Господи, Иисусе Христе, Боже наш, помилуй нас, аминь». Вариант: «Господи, Иисусе Христе, Сыне Божий, помилуй нас, аминь» был признан ущербным, так как в первом варианте Христос — это Бог, а во втором варианте Христос — это только Сын Божий; значит, кто использовал второй вариант, а первый не использовал, тот верил как еретик Арий.
Все противники вышеназванного толкования, по мнению собора, противятся Богу, становятся подобным еретикам и поэтому наследуют анафему и проклятие Вселенских соборов, а во второе пришествие будут осуждены Иисусом Христом.

### Вопросы и ответы
4-я глава Деяний собора 1667 года состоит из 4 ответов, который дали патриархи Паисий и Макарий собору.
Первый вопрос состоял в том, что патриарх Никон запретил не только причащать, но даже исповедовать разбойников и воров перед смертной казнью, верно ли он поступил? На что патриархи ответили отрицательно и привели: 2 правило Лаодикийского собора, 55 правило Василия Великого, 13 правило 1 Вселенского собора и 5 правило Григория Нисского. Дав правилам толкование и обвинив Никона в жестокости, патриархи объяснили, что если злодеи каются и хотят исповедоваться и причаститься, то им обязательно должно быть оказано милосердие: необходимо их исповедовать и причастить перед казнью.
Второй вопрос состоял в том, нужно ли наказывать духовенство, которое занималось воровством и разбоем, по гражданским законам? Патриархи ответили, что таких надо сначала наказывать церковным судом: отлучением и извержением из священства, а затем судить их уже как мирян гражданским судом.
Третий вопрос состоял о святотатцах, которые сидели долгое время в тюрьмах. Патриархи сослались на 72 и 73 правило святых апостолов и на 8 правило Григория Нисского, объяснили, что святотатство по степени преступности равно убийству, поэтому в зависимости от тяжести преступления кому надо было рубить голову, кого бить палками, а кого сажать в тюрьму.
Четвёртый вопрос был о священниках и монахах, которые занимались торговлей и держали лавки, в которых были бесчинства. Патриархи привели 9 правило 6 Вселенского собора и 54 правило святых апостолов и запретили заниматься торговлей клирикам под страхом извержения из сана; монахам также было запрещено заниматься торговлей, а всё, что нажили монахи, у них надлежало отобрать и раздать нищим.

### Чины божественных литургий
В 5 главе Деяний собора 1667 года подробно описано чинопоследование патриаршего служения литургий: Иоанна Златоуста и Василия Великого, которых не было до этого в богослужебных книгах на Руси.
В конце главы даны ответы на два вопроса:
1. Кто должен освящать новый храм? — Храм должен освящать архиерей, и только при крайней необходимости (невозможности добраться до местности, где находится храм) архиерей освящает только антиминс для храма.
2. Должны ли иереи и диаконы носить скуфьи? — Должны.

### Рассуждение и постановление собора о приёме католиков
С 15 (25) марта 1667 года (6 глава Деяний собора 1667 года) собор имел рассуждение о католичестве, латинском крещении и о чиноприёме католиков в Православие. На соборе латинское крещение рассматривалось на основании 7-го правила Второго Вселенского собора и 95-го правила Шестого Вселенского собора о приёме еретиков. На соборе было определено, что главнейшая ересь католиков, отступление от Православной Церкви, — это учение об исхождении Святаго Духа от Сына (филиокве). Собор определил, что католики крестят во имя Отца, Сына и Святаго Духа, только вместо погружения обливают. Далее собор сослался на первое правило Василия Великого и посчитал, что согласно его классификации — 1. еретики, 2. раскол и 3. самочинное сборище (последних собор называет подцерковниками), католики не попадают в разряд еретиков. По мнению собора, крещение раскольников и подцерковников приемлемо. Затем участники собора привели 15 главу из книги Иосифа Волоцкого «Просветитель», в которой говорится, что еретиков жидовствующих надо принимать через покаяние, 19 ответ Тимофея из славянской Кормчей (он же под этим же номером в греческом Номоканоне), в котором объяснялась причина неперекрещивания еретиков: «Вопрос: Почему еретики, обращающееся к Церкви, не крестим? Ответ: Если бы так было, то человек нескоро бы обращался от ереси, перекрещения стыдяся, но через возложение руки священника и через молитву сходит Дух Святый, как об этом сказано в книге Деяний Апостолов (Деян. 8:5-17)». Затем собор сослался на 47 правило святых апостолов, обосновывая то, что не надо крестить католиков. В конце рассуждения о чиноприёме католиков Большой Московский собор сослался на «Окружное Послание против греколатинян и постановлений Флорентийского Собора» Марка Эфесского, на решение Константинопольского собора 1484 года и отменил решение Московского собора 1620 года о том, что надо крестить католиков при переходе их в Православную церковь, а установил второй чин приёма католиков: католики должны проклинать католические ереси, исповедовать свои грехи, подать письменное отречение от прежних латинских заблуждений, после чего их надо помазывать миром и причащать Святых Даров. Соборные рассуждения о чиноприёме католиков закончились в июне.

### Вопросы патриарха Иоасафа к патриархам Паисию и Макарию
В 7 главе книги «Деяний собора 1667 года» изложены вопросы патриарха Московского Иоасафа к двум восточным патриархам и ответы последних на эти вопросы. Вопросы-ответы разделены на две группы.
Первая группа вопросов-ответов
1. Вопрос: в какую сторону, обратившись лицом, должен читать иерей коленопреклонённые молитвы на вечерне, на праздник Троицы: на восток или на запад? — Ответ: на запад. Добавлено, что Великое водоосвящение нужно совершать дважды на Богоявление.
2. Вопрос: в какое время быть благовесту (колокольному звону) в приходских храмах? — Ответ: «во втором часе дни»; во время четырёх постов благовест в приходских храмах должен быть после благовеста в соборном храме
3. Вопрос: должны ли многие священники совершать проскомидию при совместном служении? — Ответ: должен совершать только один священник.
4. Вопрос: нужно ли произносить сугубую ектенью и молитвы Преждеосвященной литургии, которые начинаются со среды четвёртой седмицы, на литургии Василия Великого и на литургии Иоанна Златоуста? — Ответ: не нужно, здесь же сказано, что священство должно пить из Чаши трижды, мирян причащать один раз с лжицы, и священникам не переходить с места на иное без определения иерарха.
5. Вопрос: действительны ли рукоположения, совершённые Никоном, до его извержения из патриаршества? — Ответ: действительны, здесь было добавлено: Никон никакого рукополагать не может больше, и сказано также, что монахи не имеют права переходить из своего монастыря в другой, а иеромонахи не могут постригать мирян в монахи без воли игуменов. Не исполняющих велено извергать из сана, также сказано, что надо лишать сана попов, которые венчали мирян четвёртый раз, также запрещалось пьянство в монастырях и запрещалось менять духовников.
6. Вопрос о крепостных, которые бежали от своих господ, а затем их где-либо постригли в монахи или рукоположили в священство: как с ними быть? — Ответ: их надо возвращать обратно в рабство и лишать священства и монашества, а тех, кто их рукоположил или постриг, извергать из сана или отправлять под запрет от 17 (27) июня 1667 года.
7. Вопрос: могут ли миряне судить духовенство и монахов? — Ответ: не могут, это должно делать само духовенство.

Вторая группа вопросов-ответов
1. Вопрос: как поступать с детьми бывших крепостных, ставших священниками, и которых перевели служить на другой приход? — Ответ: дети, которые родились после рукоположения у человека, являются свободными; взрослые дети, которые родились до рукоположения, остаются крепостными; а маленькие дети, которые родились до рукоположения, должны получать свободу по рассмотрению.
2. Вопрос: как поступать со священниками, которые бросали приход и уходили в другой? — Ответ: возвращать обратно, где они должны служить до конца жизни.
3. Вопрос: как быть со вдовым духовенством, которое второй раз женилось? — Ответ: они не священники больше, а миряне, и могут заниматься чем угодно, кроме военной службы.
4. Вопрос о еретиках и раскольниках: как нужно с ними поступать — судить ли их церковным судом или предавать гражданским законам? — Ответ: предавать гражданским казням. Далее приводились примеры, как поступали с еретиками: отцы Второго Вселенского собора извергли из сана 36 македонианских епископов и передали их императору Феодосию Великому, который бил их говяжьими жилами, возил их на верблюдах на торгу, а затем сослал в город Сирийский Емекин, и там они умерли; отцы Четвёртого Вселенского собора осудили еретиков Диоскора и Евтихия, после чего их книги сожгли, а их единомышленников много били говяжьими жилами и палками с сучками, сажали в тюрьмы и отбирали у них по десять гривен золота; Пятый Вселенский собор вместе с царём Иустинианом, после осуждения еретиков (последователей Оригена), решил наказать их гражданскими законами и предать казням: им отрезали носы, уши, языки и руки, и в таком виде водили по торгу, а затем отправили их в пожизненное заключение; после осуждения иконоборцев Седьмым Вселенским собором царица Феодора сотворила «лепое отмщение» (красивое отмщение): велела нанести 200 ударов говяжьими жилами иконоборцу патриарху Иоанну, ослепила его и сослала в «лютейшая места». В документах собора сказано, что у Константина Арменопула можно найти и другие подобные истории, поэтому еретиков и раскольников надо предавать гражданским законам и разным казням.

### Распределение архиерейских кафедр
На соборе было распределено наименование архиерейских кафедр по городам (8 деяние, июнь 1667 года).
Москва: патриарх. 5 митрополитов: Новгород, Казань, Астрахань, Ростов, Крутицы. 6 архиепископов: Вологда, Суздаль, Нижний Новгород, Смоленск, Тверь, Рязань. 8 епископов: Псков, Ржев, Великий Устюг, Белое езеро, Коломна, Брянск, Чернигов, Дмитров.
Кроме того, в будущем, по замыслу собора, в Пскове должен быть архиепископ; должны быть епископы: в Вятке, в Перми, в Архангельске; в Тобольске вместо архиепископа должен быть митрополит; должны быть епископы в Томске и на реке Лене; в Белгороде — митрополит.
Помимо этого, было решено поставить епископов на города, подчинённых местному митрополиту. Для Новгородского митрополита учредить епископов в Каргополе и в Городцке. Для Казанского митрополита — епископа в городе Уфе. Для Ростовского митрополита — епископа в городе Углич. В дальнейшем планировалось архиепископа в Рязани возвести в митрополиты, а для него создать две епархии, ему подчинённые: в Тамбове и в Воронеже.

### Соборное рассуждение о вдовых священнослужителях
В июне собор рассмотрел вопрос о вдовых священнослужителях (9 глава Деяния собора 1667 года). Собор 1503 года и Стоглавый собор 1551 года запретили всем без исключения вдовым священникам и диаконам служить в храмах, а разрешили им только петь и читать на клиросе. Запрет этот был вызван тем, что большая часть вдовцов заводила любовниц и жила с ними. Собор сослался на 3 правило Первого Вселенского собора и объяснил, что запрет этот неправомерный и должен накладываться только на тех священнослужителей, которые имеют сожительниц, а все остальные имеют полное право и должны служить, как служили прежде, в качестве полноправных священнослужителей. В качестве аргументов собор привёл 1 и 8 правила Неокесарийского собора, 4 правило Кирилла Александрийского, 46 заповедь из 42-й главы «От свитка новых заповедей Иустиниана царя» из Кормчей и 87 правило Василия Великого.

### Соборное рассуждение о Стоглаве
В апреле собор имел рассуждение о соборе в 1551 году в Москве (о Стоглаве) (10 глава Деяний собора 1667 года). Собор определил, что Стоглав согрешил в своих решениях о перстосложении, о сугубой аллилуйе, о соборной Иисусовой молитве. Исходя из двух предпосылок: 1. в церкви должно быть послушание, «вси́ же дру́гъ дру́гу повину́ющеся, смиреному́дріе стяжи́те»(1Петр. 5:5) и 2. из того, что бо́льший собор может отменять решения меньшего собора, нынешний собор отменил решения Стоглава. В качестве примеров для второй предпосылки собор предоставил следующее: 16 правило Шестого Вселенского собора отменило 15 правило Неокесарийского собора о том, чтобы в городе было только 7 диаконов; 29 правило Шестого Вселенского собора отменило 41 правило Карфагенского собора о том, чтобы можно было причащаться не натощак один раз в год (в Великий Четверг); 12 правило изменило на лучшее (наложило запрет быть женатым епископом) 5 правило святых апостолов.
В отношении нынешнего собрания было определено, что нынешний собор не является вселенским, но является поместным, а его решениям надо повиноваться согласно 2 правилу Карфагенского собора, так как решения нынешнего собрания согласны с решениями вселенских соборов. Собор сослался и на книгу Симеона Полоцкого «Жезл Правления», и определил, что противник нынешнего собора будет «в правду самоосужден и наследник клятве сего собора, писанней в соборном деянии его, яко преслушник Божий и святых отец правилом противник».
Симеон Полоцкий для опровержения мнений старообрядцев, против челобитных, поданных Никитой и Лазарем, написал обширный труд «Жезл правления», сразу же опубликованный и рекомендованный собором для чтения и просвещения христиан. Однако спустя несколько лет книга была осуждена за содержащиеся в ней католические ереси (учение о непорочном зачатии Девы Марии («10 возобличение»), хлебопоклонную ересь («13 возобличение»)). Старообрядцы изначально резко отрицательно отнеслись к этому сочинению, назвав его «Жезлом кривления».

### Постановление собора о церковных вотчинах
В апреле на соборе встал вопрос о монастырских вотчинах, соляных варницах (предприятиях соляной промышленности), рыбных ловлях (участках реки, закреплённых за рыбной ловлей) и о всех угодьях, которые монах Никон, будучи патриархом, отнял от других монастырей и из других епархий и присоединил к Валдайскому Иверскому монастырю, и новосозданным: к Онежскому Крестному монастырю и к Новоиерусалимскому монастырю (11 Деяние собора 1667 года). Собор постановил, что всё отнятое Никоном должно возвратиться к прежним владельцам, а монастыри должны принадлежать не патриарху, а тем епархиям, где они находятся.
В свои решениях собор сослался на 34 правило святых апостолов, на 26 и 33 правила Карфагенского собора, на 12 правило Седьмого Вселенского собора, на 1, 2 и 7 правило Двукратного собора, на 2 правило Кирилла Александрийского и на 2 грань Новых заповедей царя Иустиниана.

### Суд над Епифанием, Никанором и повторный над Аввакумом
Симеон Полоцкий сообщает, что в июле 1667 года состоялось заседание собора, на которое был приведён инок Епифаний. Инок не согласился со мнением собора о переходе на новый обряд и на проклятие старого обряда, за что был осуждён 5 августа, ему отрезали язык и отправили в ссылку.
В августе на соборе архимандрит Ярославского Спасского монастыря Сергий сообщил, что он был в Соловецком монастыре, куда он привёз новонапечатанные книги. В Соловецком монастыре братия во главе с келарем и казначеем, бывшим архимандритом Саввина монастыря Никанором отказались принять новопечатные книги. После чего Никанор был приведён на собор, сначала Никанор отказывался от принятия новых обрядов, но затем согласился. Когда же он возвратился в Соловецкий монастырь, то вернулся к своим прежним убеждениям.
В своём Житии протопоп Аввакум сообщает, что и его приводили на суд к греческим патриархам, где его уговаривали изменить взгляды, но он остался при своих убеждениях:
Побранил их, колько мог, и последнее слово рекл: "чист есмь аз, и прах прилепший от ног своих отрясаю пред вами, по писанному: «лутче един творяй волю божию, нежели тьмы беззаконных!» Так на меня и пуще закричали: «возьми его! — всех нас обесчестил!» Да толкать и бить меня стали; и патриархи сами на меня бросились, человек их с сорок, чаю, было, — велико антихристово войско собралося! Ухватил меня Иван Уаров да потащил. И я закричал: «постой, — не бейте!» Так они все отскочили. И я толмачю-архимариту Денису говорить стал: «говори патриархам: апостол Павел пишет: „таков нам подобаше архиерей, преподобен, незлоблив“, и прочая; а вы, убивше человека, как литоргисать станете?» Так они сели. И я отшел ко дверям да набок повалился: «посидите вы, а я полежу», говорю им. Так они смеются: «дурак-де протопоп! и патриархов не почитает!» И я говорю: мы уроди Христа ради; вы славни, мы же бесчестни; вы сильни, мы же немощны! Потом паки ко мне пришли власти и про аллилуия стали говорить со мною. И мне Христос подал — посрамил в них римскую ту блядь Дионисием Ареопагитом, как выше сего в начале реченно. И Евфимей, чюдовской келарь, молыл: «прав-де ты, — нечева-де нам больши тово говорить с тобою». Да и повели меня на чепь.(Житие протопопа Аввакума)

## Последствия собора
Большой Московский собор подтвердил анафему Московского собора 1656 года и прибавил новые анафемы на старые обряды как на еретические; людей, которые ими пользуются, определил как еретиков .
Кроме того, Большой Московский собор (в 7 главе Деяний собора 1667 года) обосновал теоретически необходимость предавать гражданским казням еретиков (то есть старообрядцев), что привело к тому, что церковный Московский собор 1681 года от имени православных христиан просил царя применять против них военную силу; местные архиереи и воеводы стали совместно арестовывать старообрядцев и приводить их к гражданскому суду. Итогом стали массовые пытки, убийства, гонения на старообрядцев и фальсификации против старого обряда, что привело к падению авторитета новообрядческого священства и к углублению раскола.

## Позднейшая отмена анафем собора
На Поместном Соборе Русской православной церкви 31 мая 1971 года все решения соборов XVII века, в том числе и решение собора 1666-67 года, против старых обрядов были отменены:
Утвердить постановление … об упразднении клятв Московского Собора 1656 года и Большого Московского Собора 1667 года, наложенных ими на старые русские обряды и на придерживающихся их православно верующих христиан, и считать эти клятвы, яко не бывшие.

## Критика Собора
Многие православные (позднее они получили название — «старообрядцы») не приняли решения Собора, считая их еретическими. Старообрядцы ссылались на Деяния Седьмого Вселенского собора:
Кто уничижает какое либо предание церковное, писанное ли то, или неписанное, тому анафема
и на Номоканон при Большом Потребнике:
Неправедно налагаемая запрещения, у Бога не связуют, аще я и архиерей положит. кольми паче аще меншии. […] Иже убо неразсудным изречением, и невоздержным сердцем от верных кого отлучи, сего не токмо не коснуся, но и на главу его возвращается […] Бог бо неправедно связаннаго возбраняет и отмщает.
Русский историк Зеньковский С. А. считает, что: 
Каноническое право этих двух патриархов (Паисия и Макария — прим.) на участие в русском соборе было крайне сомнительным. Возмущённый их поездкой патриарх Парфений (Константинопольский — прим.) и созванный им собор добился … смещения этих владык под предлогом оставления паствы и церкви.
Мельников Ф. Е. считает, что: 
Они (патриархи — прим.) были сами соборно низложены с патриарших престолов и лишены права вершить церковные дела не только в чуждой области, какова Русская Церковь, но и в своих епархиях.